# Чоботи (фільм)
«Чоботи» (рос. Сапоги) — радянський короткометражний телефільм режисера Володимира Немоляєва за однойменною повістю А. П. Чехова. Виробництво кіностудії «Мосфільм» на замовлення Центральної студії телебачення. Фільм закінчено в 1957 році, на екрани вийшов у травні 1958 року.

## Сюжет
Прокинувшись вранці в готелі, фортепіанний настроювач Муркін не знаходить на звичному місці своїх чобіт. Дізнавшись від коридорного Семена, що той сп'яну відніс їх у сусідній номер, і отримавши їх назад від якоїсь актриси, Муркін виявляє, що його чоботи — зовсім не його, і взагалі обидва вони на ліву ногу. Семен згадує, що в сусідньому номері щовівторка буває актор Блістанов, а на ранок іде. Цього разу він, мабуть, пішов у чоботях Муркіна. Коридорний радить зайти ввечері в театр і обмінятися взуттям. Однак Муркіну «лікарі наказали ноги в теплі тримати», до того ж його чекає генеральша Шевеліцина. Пошуки чобіт обертаються для героя непередбаченими подіями, які мало не призводять до трагедії.

## У ролях
- Михайло Яншин —  настроювач Муркін
- Михайло Жаров —  актор Блістанов
- Анастасія Георгієвська —  генеральша Шевеліцина
- Олександр Сашин-Нікольський —  коридорний Семен
- Андрій Тутишкін —  актор (король Бобеш)

## Знімальна група
- Автор сценарію і режисер-постановник:  Володимир Немоляєв
- Оператор:  Віктор Масленников
- Художник-постановник:  Арнольд Вайсфельд
- Композитор:  Антоніо Спадавеккіа
- Звукооператор: Євгенія Індліна
- Оркестр головного управління з виробництва фільмів, диригент  Григорій Гамбург